# Ischia di Castro
Ischia di Castro es una localidad italiana de la provincia de Viterbo, región de Lacio, con 2.437 habitantes.

## Evolución demográfica
| Gráfica de evolución demográfica de Ischia di Castro entre 1861 y 2001 |
|                                                                        |
| Fuente ISTAT - Elaboración gráfica por parte de Wikipedia              |